# Massa FM São Paulo
Massa FM São Paulo é uma emissora de rádio brasileira sediada em São Paulo, capital do estado homônimo. Opera no dial FM, na frequência 92,9 MHz, e é uma emissora própria e geradora da Massa FM. Seus estúdios estão no 18.º andar do Edifício Sir Winston Churchill, e seus transmissores estão no alto do Edifício Patrimônio, ambos localizados no Espigão da Paulista.

## História

### Antecedentes
A frequência 92,9 MHz entrou no ar em 1975, com as transmissões da Eldorado FM, pertencente ao Grupo Estado. Começou retransmitindo o sinal da Rádio Eldorado, que consistia em noticiários e músicas eruditas. Apesar de pertencerem a um grande jornal, as duas emissoras estavam sucateadas e entregues à própria sorte (administração arcaica, funcionários desmotivados, equipamentos em péssimo estado de conservação etc.), situação esta que mudou apenas a partir de 1982 quando João Lara Mesquita, um dos herdeiros do Estadão, assumiu a direção das emissoras e implantou uma profunda modernização nelas, passando a Eldorado FM a investir em MPB, músicas de estilo adulto-contemporâneo e alternativas.. A partir de 2011 a frequência passou a abrigar a Rádio Estadão, projeto de reposicionamento da programação all news da antiga Rádio Eldorado e com transmissão simultânea em FM (a programação da Eldorado FM acabou migrando para a frequência 107.3 MHz, arrendada da Rádio Brasil 2000, onde está até hoje). Em 2015, a emissora passou a operar somente em FM, com a frequência AM sendo arrendada para a Igreja Internacional da Graça de Deus, que colocou no ar a Nossa Rádio. Em 2017, a Rádio Estadão foi encerrada após extinguir sua produção própria e iniciar um Plano de Demissão Voluntária que também incluiu a Eldorado FM. A FM foi arrendada para a Comunidade Cristã Paz e Vida e a Feliz FM entrou no ar em 20 de março de 2017.

### Negociações e compra de FM
Em 6 de junho de 2019, o pastor Juanribe Pagliarin, líder da Comunidade Cristã Paz e Vida, iniciou um apelo para arrecadar dinheiro para a compra da frequência do Grupo Estado. O apelo, transmitido durante a programação da rádio, informava uma oferta de compra da 92,9 MHz por um grupo de comunicação (sem especificar qual) e como a Feliz FM tinha preferência de compra, seus proprietários queriam uma entrada de 10 milhões de reais. A campanha foi intensificada nos dias seguintes, com apoio de cantores do meio gospel como Regis Danese e líderes religiosos como Sônia Hernandes (da Igreja Renascer em Cristo, também proprietária da Gospel FM), apelando aos ouvintes que estariam querendo retirar a Feliz FM do ar para colocar "músicas profanas" que "vão destruir famílias". Em nova gravação, Juanribe também afirmou que se a rádio sair do ar em São Paulo, o mesmo também aconteceria com a rede. A meta da campanha passou a ser de 50 milhões de reais, valor para compra definitiva da frequência.
O apelo para a arrecadação envolveu a "Linguiça FM", uma suposta nova emissora de rádio em São Paulo que mobilizou uma campanha de divulgação para sua estreia a partir de 17 de junho com outdoors, carros adesivados, site e redes sociais fazendo expectativa. A mesma confirmou que iria entrar no dial FM, mas acabou se revelando numa campanha de marketing viral da Agência RF para o "Conteúdo Play", que teve como mote a valorização da criatividade no meio rádio. A arrecadação de dinheiro seguiu até o dia 22 de junho, data limite para oferecer ao Grupo Estado um parecer sobre a compra da frequência. Prorrogado para o dia 24 de junho, a Feliz FM não conseguiu o valor de entrada e até às 15h (horário limite) só havia arrecadado 4 milhões de reais.
Após o anúncio realizado pela Feliz FM que a meta da arrecadação não havia sido atingida, foi confirmado que o apresentador Ratinho adquiriu a frequência para lançar a Massa FM, rede de rádios popular com sede em Curitiba, Paraná. A entrada na capital paulista era um desejo antigo do comunicador que tentava comprar uma FM desde 2012. A primeira vez que falou publicamente a respeito foi em 2018, quando deu uma declaração ao UOL demonstrando interesse na 92,9 MHz por conta da boa documentação, mas ressaltando que "se for muito cara eu não posso comprar". Em abril de 2019, Luiz Benite (diretor executivo da Massa FM) reforçou ao site Tudo Rádio o interesse de Ratinho em comprar uma rádio em São Paulo, respondendo a boatos que surgiram na imprensa e que houve um interesse real na rádio Musical FM, emissora que está arrendada para congregações religiosas desde 1999. No mês seguinte, Ratinho sinalizou a compra de uma emissora, mas não deu muitos detalhes por não ter assinado contrato.
A emissora confirmou as contratações dos locutores Rony Magrini, Roberto Hais (que vai atuar também como coordenador de locução em SP) além do diretor artístico Márcio Linhares (vindo da Massa FM Curitiba), que cuidará da parte artística da emissora paulistana e da rede. Na manhã do dia 9 de setembro, a equipe foi apresentada na sede do jornal O Estado de S. Paulo, no Limão, onde funcionavam os estúdios da Rádio Estadão. No mesmo dia, foi anunciada a contratação da locutora Telma Emerick e dos locutores Márcia Mayumi, Yves Resende, Wilson Gomes, Fernando Telles, Priscilla Oliveira, Rachel Rieckmann, Fabinho Medeiros e Lucas Carvalho, que se juntam a Rony e Hais. Na oportunidade foi comunicado que a emissora iniciaria suas atividades no dia 25, nos estúdios da antiga Rádio Estadão, até que os seus estúdios próprios ficassem prontos.

### Lançamento
Na madrugada do dia 23 de setembro, os 92,9 MHz encerram a programação da Feliz FM e entram com uma programação de expectativa para a chegada da Massa FM na capital paulista, tocando músicas do perfil da rede (popular/sertanejo) intercaladas com chamadas para a estreia da rede. Em 25 de setembro, às 12h, a Massa FM São Paulo foi oficialmente inaugurada, com a abertura dos trabalhos pela locutora Telma Emerick, tendo ainda a presença do proprietário da emissora, Ratinho, do presidente do Grupo Massa, Gabriel Massa e do diretor da rede Luiz Benite. A emissora passou a ser a cabeça de rede da Massa FM na madrugada do dia 6 de outubro. No entanto, já transmitia para a rede no horário entre 12h às 14h de segunda a sexta, comandado por Telma, e nas madrugadas comandadas por Fernando Telles, entre 0h e 5h. A Massa FM Curitiba assumiu então a condição de co-geradora da rede, assumindo a geração apenas em ocasiões específicas.
Em 17 de fevereiro de 2021, após adiamentos causados pela pandemia de COVID-19, a Massa FM deixou os estúdios da antiga Rádio Estadão no Limão e inaugurou suas novas instalações no 18.º andar do Edifício Sir Winston Churchill, na Avenida Paulista. O novo espaço contém dois estúdios, sendo um exclusivo para os programas da rede, com um telão interativo de LED e câmeras de transmissão ao vivo para as plataformas online.